# Célosie
Celosia
Genre
Classification phylogénétique
Les célosies sont des plantes annuelles appartenant au genre Celosia de la famille des Amaranthaceae dont certaines espèces sont cultivées comme plantes ornementales pour leur floraison en épis spectaculaire, et parfois comme plantes potagères, pour leurs feuilles comestibles à la manière des épinards ou pour leurs graines. Certaines espèces sont des mauvaises herbes communes dans les champs cultivés.
Le groupe des Plumosa offre des fleurs en forme de plumeau alors que le groupe des Olympia présente des inflorescences en forme de crête ondulée, ce qui lui vaut le surnom de « crête de coq ». Au Mexique, elle est connue, en général, sous le nom de « Fleur de velours »[réf. nécessaire].

## Étymologie
Le mot Celosia dérive du grec keleos qui signifie « brûlant » en référence à la floraison en forme de flamme. En espagnol, le mot celosia désigne un trompe-l'œil.

## Principales espèces
Le genre Celosia comprend une cinquantaine d'espèces, originaires principalement des régions tropicales et tempérées d'Amérique et d'Afrique dont :
- Celosia argentea L.
- Celosia isertii C. C. Towns.
- Celosia leptostachya
- Benth.
- Celosia odorata T. Cooke
- Celosia trigyna L.
- Celosia cristata (dite « amarante crête de coq »)

## Distribution
- Amérique centrale: C. chiapensis, C. digynia, C. dioica, C. floribunda, C. moquini, C. nitida, C. orcutti, C. palmeri, C. polystachia, C. virgata, C. whitei
- Amérique du Sud: C. eriantha, C. grandifolia, C. humbertiana, C. longifolia, C. major, C. persicaria[2], C. salicifolia, C virgata
- Afrique: C. anthelminthica, C. elegantissima, C. fadeniorum, C. globosa, C. hastata, C. isertii, C. leptostachya, C. linearis, C. patentiloba, C. schweinfurthiana, C. splendens, C. trigyna
- Seulement deux espèces se rencontrent dans les Caraïbes, dont C. nitida, et deux en Asie, dont C. taitoensis.

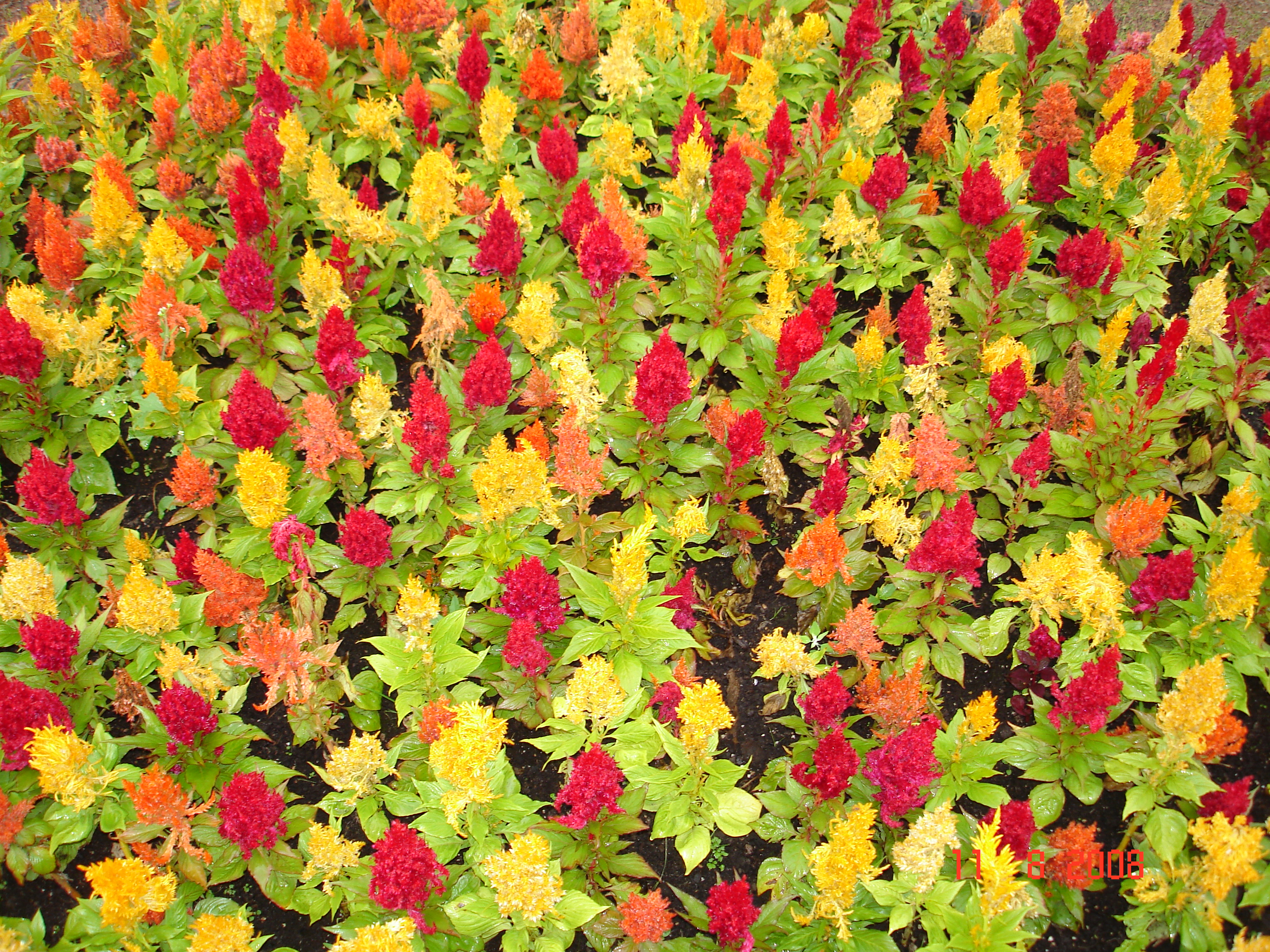
Parterre de célosies colorées

## Culture
Celosia argentea est la seule espèce répandue dans les tropiques du monde entier. Elle est appréciée des horticulteurs qui, à force de croisements, ont créé de nombreuses variétés rouges, roses, orange, jaunes ou violettes à multiples formes.
Les Celosia se propagent très bien par semis.